# The Anti-Jacobin
The Anti-Jacobin, or Weekly Examiner est un hebdomadaire créé à Londres par George Canning en 1797. William Gifford en était le directeur. Le premier numéro parut le 20 novembre 1797 et par la suite tous les lundis de la session parlementaire de 1797-1798.
Canning le fonda, selon ses mots, pour « être plein de bruyants raisonnements, de bons principes et de bonnes plaisanteries, et former droit l'esprit des gens sur chaque sujet. » L'un des biographes de Canning décrit ses buts comme étant de « railler et réfuter les idées des Jacobins, de présenter le point de vue du gouvernement sur les sujets du jour et d'exposer la désinformation et les contresens dont étaient pleins les journaux de l'opposition. » Dans les premiers numéros, Canning affirmait que lui et ses amis :

« …avouent eux-mêmes être partiaux à l'égard du PAYS dans lequel nous vivons, malgré les panégyriques quotidiens que nous lisons et entendons sur les vertus supérieures et atouts de ses voisins rivaux et hostiles. Nous sommes prévenus en faveur de ses élites, civiles et religieuses ; bien que sans revendiquer pour l'un ou l'autre que l'idéale perfection, que la philosophie moderne prétend découvrir dans les plus lumineux systèmes qui surgissent de toutes parts. »

La « plus sérieuse, véhémente et efficace attaque en vers » de Canning contre les valeurs de la Révolution française se trouvait dans un long poème, New Morality, publié dans le dernier numéro de l'Anti-Jacobin (no 36, 9 juillet 1798). Canning considérait ces valeurs comme la « philanthropie française » qui professerait un amour de l'ensemble de l'humanité dans le même temps qu'elle éradiquerait tout sentiment patriotique. Il traitait les partisans de ces idées en Grande-Bretagne de « pharisiens pédants » qui « renient une part de Britannique, et rejettent le nom de l'Angleterre de leur cœur » :
| No – through th'extended globe his feelings run As broad and general as th'unbounded sun! No narrow bigot he; – his reason'd view Thy interests, England, ranks with thine, Peru! France at our doors, he sees no danger nigh, But heaves for Turkey's woes the impartial sigh; A steady patriot of the world alone, The friend of every country – but his own. |  |
| |  |

Pour faire connaître l'Anti-Jacobin, Canning paya au caricaturiste James Gillray  des dessins sur le thème des principes anti-jacobins, et l'artiste aurait fourni vingt dessins selon cet accord. Par ailleurs, l'artiste reçut une pension du gouvernement.
Le Premier ministre, William Pitt le Jeune, contribua également au journal.
L'Anti-Jacobin estimait à 50 000 le nombre total de ses lecteurs : il multipliait par sept les 2 500 exemplaires du journal régulièrement écoulés chaque semaine sous prétexte que c'était la taille moyenne d'une famille britannique de l'époque, arrivant ainsi à 17 500 lecteurs ; à quoi il ajoutait 32 500 lecteurs sous prétexte que de nombreux lecteurs prêtaient leur exemplaire à leurs voisins plus pauvres.
Le journal est aujourd'hui plus connu pour ses quatre parodies ridiculisant des poèmes de Robert Southey, alors partisan des idées républicaines, parus dans les premiers numéros, en novembre-décembre 1797, que pour ses articles, ses vers patriotiques ou ses imitations latines. Parmi les autres victimes de la revue, on compte également le chef des Whigs Charles James Fox et les poètes Samuel Taylor Coleridge, Charles Lamb ou Charles Lloyd,,.

## Source
- (en) Cet article est partiellement ou en totalité issu de l’article de Wikipédia en anglais intitulé « The Anti-Jacobin » (voir la liste des auteurs).